# El Quisco
El Quisco é uma comuna da província de San Antonio, localizada na Região de Valparaíso, Chile. Possui uma área de 50,7 km² e uma população de 9.467 habitantes (2002).